# Bacares
Bacares község Spanyolországban, Almería tartományban. Lakosainak száma 239 fő (2024).

## Földrajza
Bacares Bayarque, Castro de Filabres, Gérgal, Olula de Castro, Velefique és Serón községekkel határos.

## Népesség
A település lakosságának változását az alábbi diagram mutatja:
| Lakosok száma | 295  | 296  | 290  | 280  | 305  | 267  | 272  | 246  | 249  | 239  |
|               | 2001 | 2004 | 2006 | 2009 | 2011 | 2014 | 2016 | 2019 | 2021 | 2024 |